# Volksbank Bad Münder
Die Volksbank Bad Münder eG war eine regional tätige deutsche Genossenschaftsbank mit Sitz in Bad Münder am Deister. Sie wurde rückwirkend zum 1. Januar 2016 mit der Volksbank Hameln-Stadthagen eG fusioniert.

## Rechtsgrundlagen
Rechtsgrundlagen der Bank sind ihre Satzung und das Genossenschaftsgesetz. Die Organe der Genossenschaftsbank sind der Vorstand, der Aufsichtsrat und die Vertreterversammlung. Die Bank ist der BVR Institutssicherung GmbH und der Sicherungseinrichtung des Bundesverbandes der Deutschen Volksbanken und Raiffeisenbanken e.V. angeschlossen gewesen.

## Letzte Geschäftszahlen
Die Volksbank Bad Münder eG wies im Geschäftsjahr 2016 eine Bilanzsumme von 204 Millionen Euro. An betreutes Kundenvolumen waren es 455 Millionen Euro. Mitarbeiter hatte sie zuletzt 64 und 12.000 waren Kunde bei der Bank.

## Geschäftsgebiet
Das Geschäftsgebiet der Volksbank Bad Münder eG umfasste das Gebiet der Stadt Bad Münder am Deister.

## Genossenschaftliche FinanzGruppe
Die Bank gehörte zur genossenschaftlichen FinanzGruppe und bot somit als Allfinanzdienstleister eine breite Palette an Finanzdienstleistungen aus einer Hand an. Dafür sorgte die enge Zusammenarbeit mit den Spezialinstituten des Finanzverbundes, wie z. B. der Bausparkasse Schwäbisch Hall, der R+V Versicherung und der Fondsgesellschaft Union Investment.
Weitere Verbundpartner der Volksbank Bad Münder eG waren die Deutsche Zentral-Genossenschaftsbank (DZ Bank) als Zentralinstitut sowie die DZ Hyp und die Münchener Hypothekenbank als Finanzierungsspezialisten.

## Fusion
Im April 2016 wurde die Fusion mit der Volksbank Hameln-Stadthagen eG bekanntgegeben. Und im August 2016 von den beiden Vertreterversammlungen mehrheitlich zugestimmt.